# Otter Creek, Quận Eau Claire, Wisconsin
Otter Creek là một thị trấn thuộc quận Eau Claire, tiểu bang Wisconsin, Hoa Kỳ. Năm 2010, dân số của thị trấn này là 482 người.